# Xiao Man
Xiao Man (en chino: 小蛮; pinyin: Xiao Man) (Taipéi, 7 de noviembre de 1989) es una cantante y actriz taiwanesa.

## Biografía
Ella fue miembro originalmente de un grupo llamado Hei Se Hui Mei Mei, que luego cambiaron de nombre por Hey Girl. Hey Girl estaba formada por siete chicas y que ahora su banda también está integrada por chicos populares de Taiwán, llamado Lollipop, que consta de seis niños.

## Drama
| Fecha      | Canal                             | Nombre                                               | Personaje              | Funciones |
| 2007-07-15 | FTV(民視) Star Taiwan(衛視中文台) | 《Brown Sugar Macchiato》(黑糖瑪奇朵)                | Xiao Man               | Heroine   |
| 2007-10-06 | Woo.com(Online Show)              | 《Here Comes Brown Sugar》(黑糖來了)                 | Xiao Man               | Heroine   |
| 2008-07-26 | Star Taiwan(衛視中文台)           | 《The Legend of Brown Sugar Chivalries》(黑糖群俠傳) | wave amplifier(小聾女) | Heroine   |

## TV Show Canciones y temas
- Lollipop & Hey Girl - Ku Cha, Brown Sugar Macchiato (2007)
- Hei Se Hui Mei Mei - Hello Ai Qing Feng, Brown Sugar Macchiato (2007)
- Lollipop & Hey Girl - Hei Tang Xiu, Brown Sugar Macchiato (2007)